# 弥生が丘駅
弥生が丘駅（やよいがおかえき）は、佐賀県鳥栖市弥生が丘一丁目にある、九州旅客鉄道（JR九州）の鹿児島本線の駅である。駅番号はJB13。

## 歴史
- 2001年（平成13年）3月3日：開業[1]。開業当初より自動改札機を設置[2]。
- 2009年（平成21年）3月1日：ICカードSUGOCAの利用を開始[3]。
- 2022年（令和4年）3月11日：きっぷうりばの営業を終了[4]。
- 2023年（令和5年）10月1日：JR九州サービスサポートによる業務委託を終了し、JR九州本体による直営駅となる。

## 駅構造
島式ホーム2面4線を有する地上駅。互いのホームは跨線橋で連絡している。駅舎は西側に置かれている。待避線があり、普通列車が特急列車の通過待ちをすることがある。
直営駅だが収受要員のみの配置となっている。自動券売機が設置されている。簡易SUGOCA改札機でSUGOCAの利用が可能であるが、カード販売は行わずチャージのみ取り扱いを行う。

### のりば
| のりば | 路線       | 方向 | 行先                     |
| ------ | ---------- | ---- | ------------------------ |
| 1・2   | 鹿児島本線 | 上り | 博多・小倉方面           |
| 3・4   | 鹿児島本線 | 下り | 久留米・大牟田・佐賀方面 |

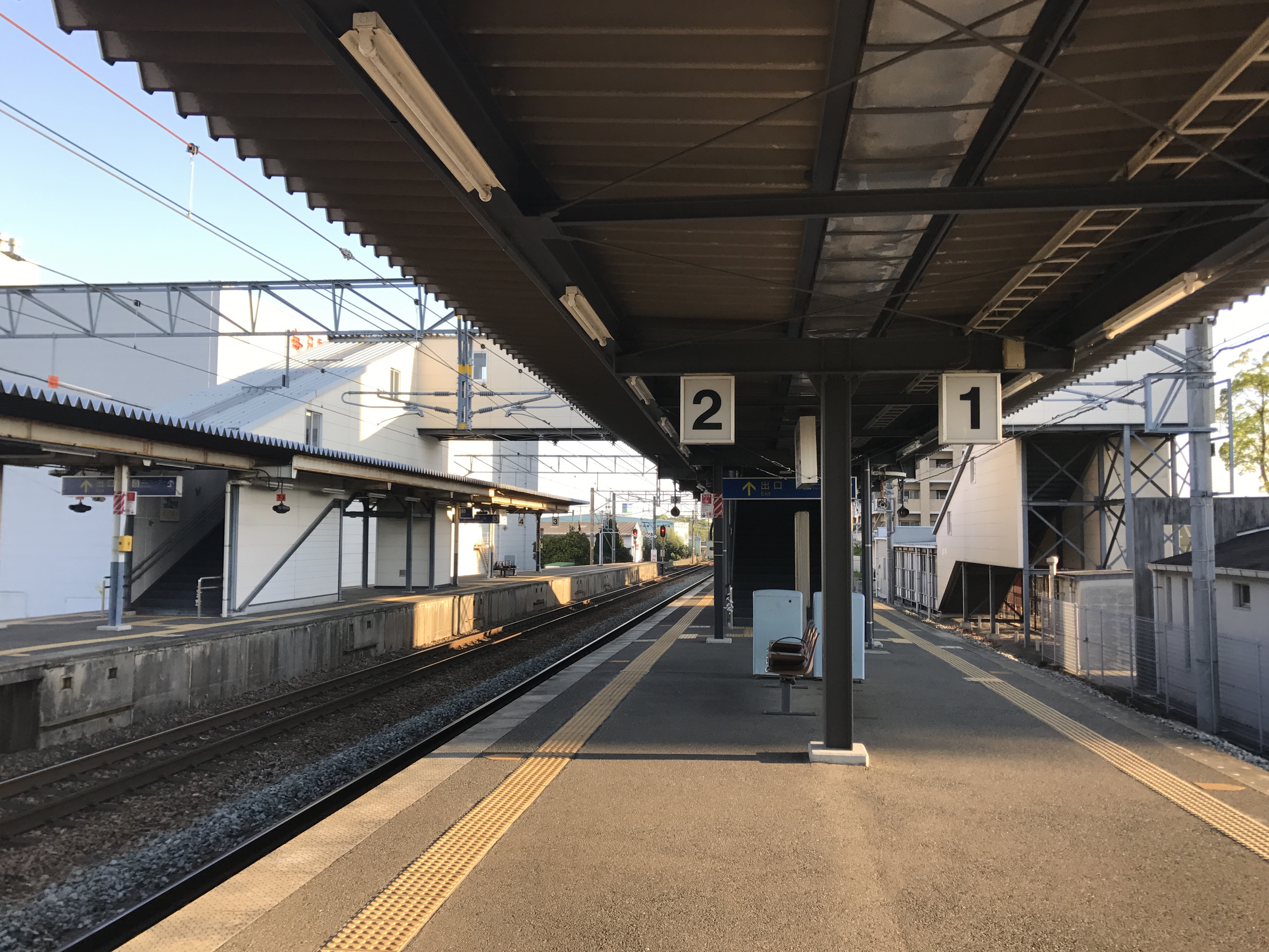
ホーム（2017年4月）
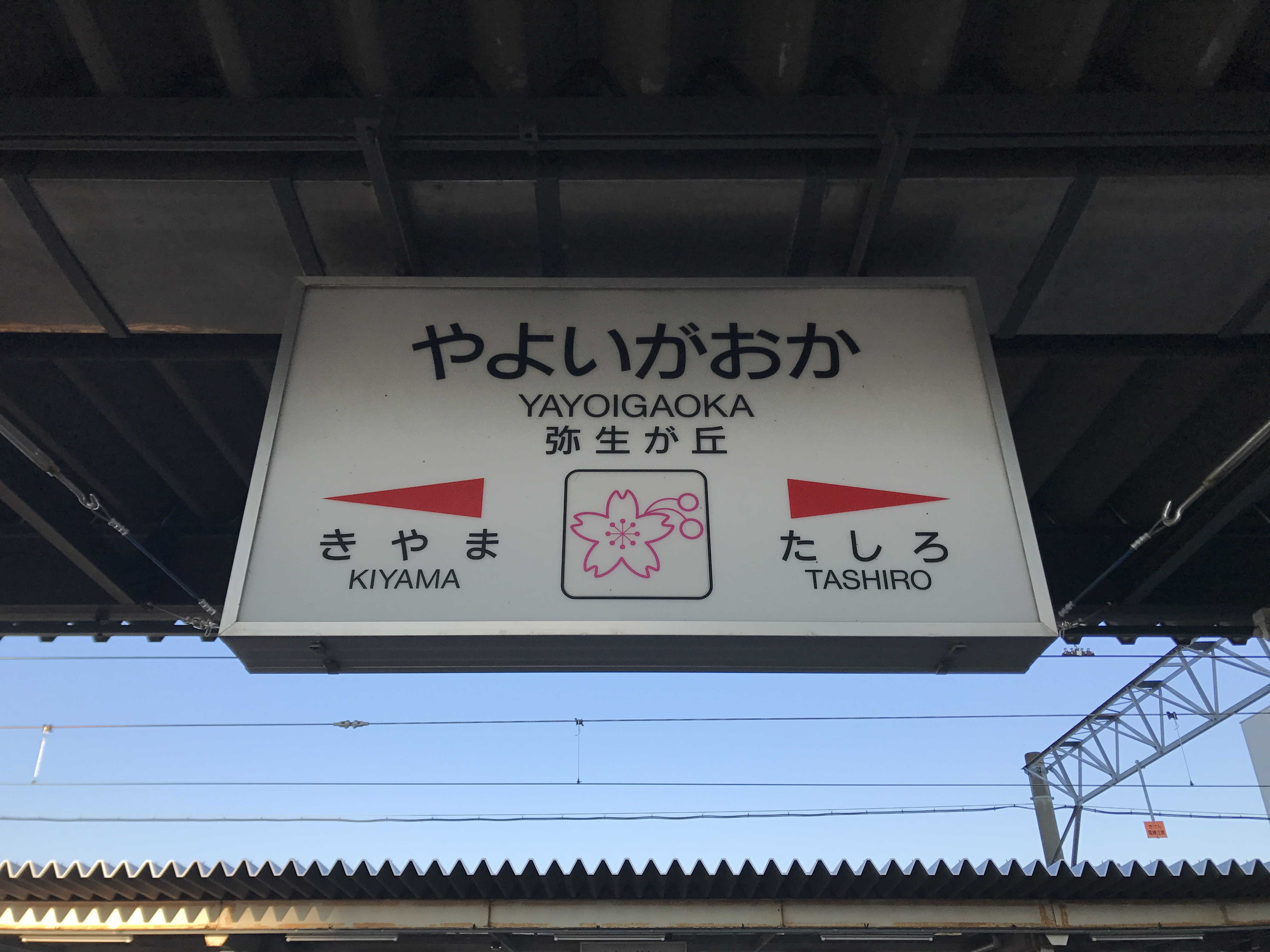
駅名標（サクラの花とサクランボのイラストがある）

## 利用状況
2023年度の1日平均乗車人員は1,367人である。
近年の1日平均乗降・乗車人員は以下の通り。
| 年度   | 1日平均 乗車人員 | 1日平均 乗降人員 |
| ------ | ---------------- | ---------------- |
| 2000年 | 131              | 203              |
| 2001年 | 138              | 271              |
| 2002年 | 175              | 339              |
| 2003年 | 246              | 475              |
| 2004年 | 302              | 590              |
| 2005年 | 333              | 656              |
| 2006年 | 369              | 721              |
| 2007年 | 408              | 808              |
| 2008年 | 509              | 1,006            |
| 2009年 | 568              | 1,133            |
| 2010年 | 624              | 1,244            |
| 2011年 | 727              | 1,444            |
| 2012年 | 786              | 1,557            |
| 2013年 | 853              | 1,693            |
| 2014年 | 907              | 1,794            |
| 2015年 | 983              | 1,947            |
| 2016年 | 1,014            | 2,012            |
| 2017年 | 1,075            |                  |
| 2018年 | 1,180            |                  |
| 2019年 | 1,224            |                  |
| 2020年 | 1,041            |                  |
| 2021年 | 1,108            |                  |
| 2022年 | 1,237            |                  |
| 2023年 | 1,367            |                  |

## 駅周辺

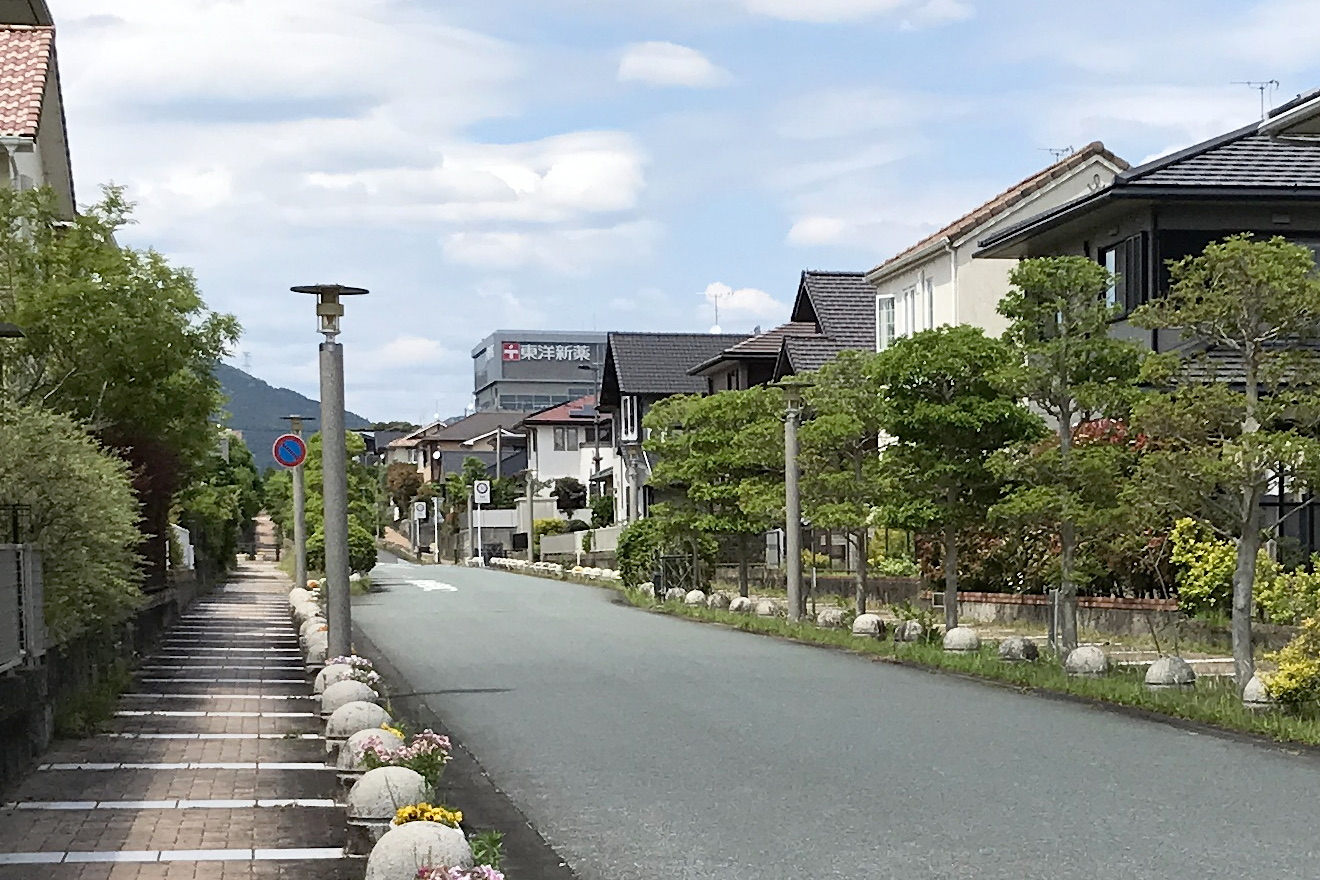
弥生が丘の町並み（駅より西側）

当駅は鳥栖市北端部の丘陵地に開発された住宅地「弥生が丘」の拠点駅として設置されており、駅周辺では住宅の建設が進んでいる。
- 鳥栖IC - 長崎自動車道
- 鳥栖JCT - 九州自動車道・長崎自動車道・大分自動車道
- 国道3号
- 国道34号
- 佐賀県道329号九千部山公園線
- 鳥栖自動車学校
- 鳥栖市立弥生が丘小学校
- 中冨記念くすり博物館
- 鳥栖プレミアム・アウトレット - 駅からは距離がある（徒歩30分、バス連絡あり）[1]。
- 鳥栖スタジアム北部グラウンド（鳥栖市北部グラウンド）
- アマゾンジャパン鳥栖フルフィルメントセンター

## バス路線
- 西鉄バス佐賀
  - 西鉄小郡駅方面
  - 鳥栖プレミアム・アウトレット方面
  - 産業団地方面（弥生が丘循環）

## 隣の駅
九州旅客鉄道（JR九州）
 鹿児島本線
■快速
通過
■区間快速（一部列車のみ停車）・■普通
基山駅 (JB12) - 弥生が丘駅 (JB13) - 田代駅 (JB14)